# Adam Sikorski

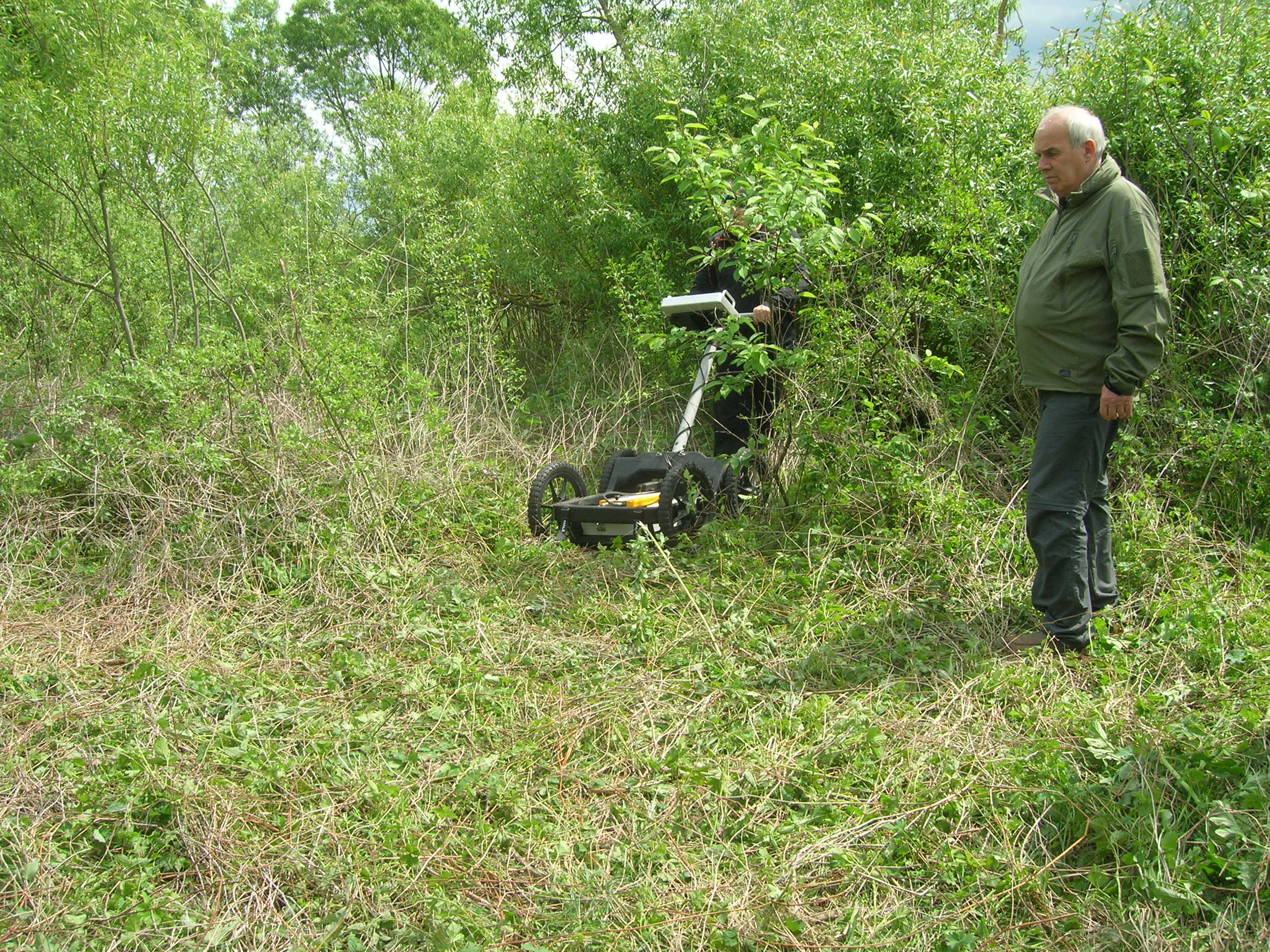
Adam Sikorski w trakcie prac eksploracyjnych (2015)

Adam Antoni Sikorski (ur. 24 grudnia 1948 w Rudniku nad Sanem) – polski historyk, dziennikarz, reżyser, scenarzysta, poeta i kierowca rajdowy.

## Życiorys
Jego ojciec był konstruktorem samolotów. Adam Sikorski ukończył w 1971 studia na Wydziale Humanistycznym Uniwersytetu Marii Curie-Skłodowskiej. Po studiach pracował w lubelskim radiu, a od połowy lat 1980 – w telewizji.
Jest autorem słów do wczesnych utworów Budki Suflera. Sporadycznie pisał teksty także dla innych wykonawców, np. „Pieśń wojny” zespołu Tipsy Train.
Był dziennikarzem „Kuriera Lubelskiego”, a także pracownikiem TVP Lublin.
Od 2004 roku prowadzi emitowany w TVP Info program o tematyce historyczno-eksploracyjnej „Było... nie minęło”, następnie emitowany w kanale TVP Historia. W ramach programu prowadzi poszukiwania mogił żołnierskich, wraków samolotów i innych śladów historycznych. Inne jego audycje to „Ocalić od zapomnienia” i „Z archiwum IPN” (filmy jego autorstwa są rekomendowane przez Oddziałowe Biuro Edukacji Publicznej w Lublinie w edukacji szkolnej). Śledzi również losy podziemia antykomunistycznego. Przed 1990 pisał bardzo krytyczne artykuły na temat m.in. Hieronima Dekutowskiego „Zapory”.
Jest członkiem Koła Pojazdów Zabytkowych Automobilklubu Lubelskiego. Od 2024 prowadzi podcast „Kanał Historyczny Adama Sikorskiego”.
Z żoną Tatianą ma dwójkę dzieci: Jana i Noemi.

## Teksty dla Budki Suflera
Sikorski jest autorem słów do wszystkich utworów z dwóch pierwszych albumów Budki Suflera (prawdopodobnie również „Samotny nocą” i „Pożegnanie z cyganerią”, podpisanych jako J. Tomasz, chociaż do ich autorstwa przyznaje się także Marek Gaszyński). Po nagraniu przez zespół albumów Cień wielkiej góry i Przechodniem byłem między wami postanowił zakończyć stałą współpracę z Budką Suflera, ponieważ nie chciał pisać tekstów na zamówienie. Mimo to w późniejszym okresie jeszcze kilkakrotnie wspomagał zespół swoją twórczością.
Oto kompletna lista utworów, napisanych dla tego zespołu:
- „Memu miastu na do widzenia”[a][2]
- „Sen o dolinie”[a][2]
- „Piosenka, którą być może napisałby Artur Rimbaud”[b][1]
- „Biały demon”[b][1]
- „Suita na dwa światła warszawskie”[b][1]
- „Chwila szczerości”[c][1]
- „Ballada o zaufaniu”[c][1]
- album Cień wielkiej góry (wszystkie utwory)[1]
- album Przechodniem byłem między wami (wszystkie utwory)[1]
- album Ona przyszła prosto z chmur:
  - „Archipelag”[16][1]
  - „Motyw z Jasnorzewskiej”[16][1]
- „Kolęda rozterek” (album Cisza)[1]
- „Krajobraz po rewolucji”[d][1]
- „Ballada populistyczna” (album Jest)[1]

## Filmografia i spektakle
Filmy dokumentalne
- 2010 – Polacy w bitwie o Anglię. „...To cóż, że spadła któraś z gwiazd...” (konsultacja historyczna)
- 2009 – Trzy dni w przedsionku piekła (reżyseria, scenariusz)
- 2008 – Epitafium dla orłów (reżyseria, scenariusz, w napisach określenie funkcji: realizacja)
- 2008 – Rajd „Podkowy” (reżyseria, scenariusz, w napisach określenie funkcji: realizacja)
- 2007 – Kleeberg odszedł, Kleberczycy zostali (scenariusz, komentarz, narracja)
- 1991 – Dziś przed nami Roztocze (realizacja)

Film dokumentalne fabularyzowane
- 2014 – Jeżeli zapomnimy o nich...
- 2006 – Kryptonim „Wilkołak” (scenariusz, komentarz, narracja)
- 2006 – Nie dali ziemi... (scenariusz, komentarz, narracja)
- 2006 – Wielki plan (scenariusz, komentarz, narracja)

## Odznaczenia i wyróżnienia
- Odznaka „Honoris Gratia” – nadanie 2014[17], wręczenie 2015[18]
- Odznaka Honorowa i Medal Pamiątkowy „Kustosza Tradycji, Chwały i Sławy Oręża Polskiego” – 2013[19]
- Statuetka „Honor, Ojczyzna” (przyznana przez Fundację „Honor, Ojczyzna” im. mjr Władysława Raginisa) – 2013[20][21]